# Habib Miyan
 (février 2021).
Habib Miyan (qui serait né au Rajasthan, à Jaipur, en Inde, entre 1868 et 1870 - mort le 18 août 2008) aurait été le doyen de l'humanité si l'âge qu'il affirmait avoir était exact.
Il a déclaré avoir 138 ans, ce qui, si ses déclarations sont vraies, ferait de lui la personne qui a vécu le plus longtemps au monde, bien que son âge réel soit encore controversé, car il n'existe pas de registres de naissance pour vérifier ses propos. À de nombreuses reprises, il a affirmé être né en 1870, bien que les documents officiels de ce pays affirment qu'il est né en 1878.
Selon son état de pension délivré par les livres et les documents officiels, Habib Miyan est né le 20 ou 28 mai 1878. Si cette date est correcte, Miyan aurait été la personne la plus âgée vivante dans le monde, jusqu'à 130 ans, suivi par la Française Jeanne Calment qui est morte en 1997 à 122 ans.
Habib Miyan a été connu en 2004 lorsqu'il a fait le pèlerinage à La Mecque, après avoir reçu les dons de généreux bienfaiteurs. Il était veuf depuis 70 ans, et a pris sa retraite en 1938 à 68 ans, après une carrière de musicien clarinettiste dans la cour du roi Rajah Man Singh.
Le vieil homme était aveugle depuis plus d'un demi-siècle, et sa mobilité limitée depuis plusieurs années.